# Magnolia scortechinii
Magnolia scortechinii este o specie de plante din genul Magnolia, familia Magnoliaceae. A fost descrisă pentru prima dată de George King, și a primit numele actual de la Richard B. Figlar och Hans Peter Nooteboom. Conform Catalogue of Life specia Magnolia scortechinii nu are subspecii cunoscute.